# MAZ-206
Der MAZ-206 (russisch МАЗ-206, deutsche Transkription eigentlich MAS-206) ist ein Busmodell des belarussischen Fahrzeugherstellers Minski Awtomobilny Sawod, das seit 2006 in Serie produziert wird. Unter dem Namen MAZ-226 wird zudem eine Variante für den Vorortverkehr hergestellt.

## Fahrzeuggeschichte

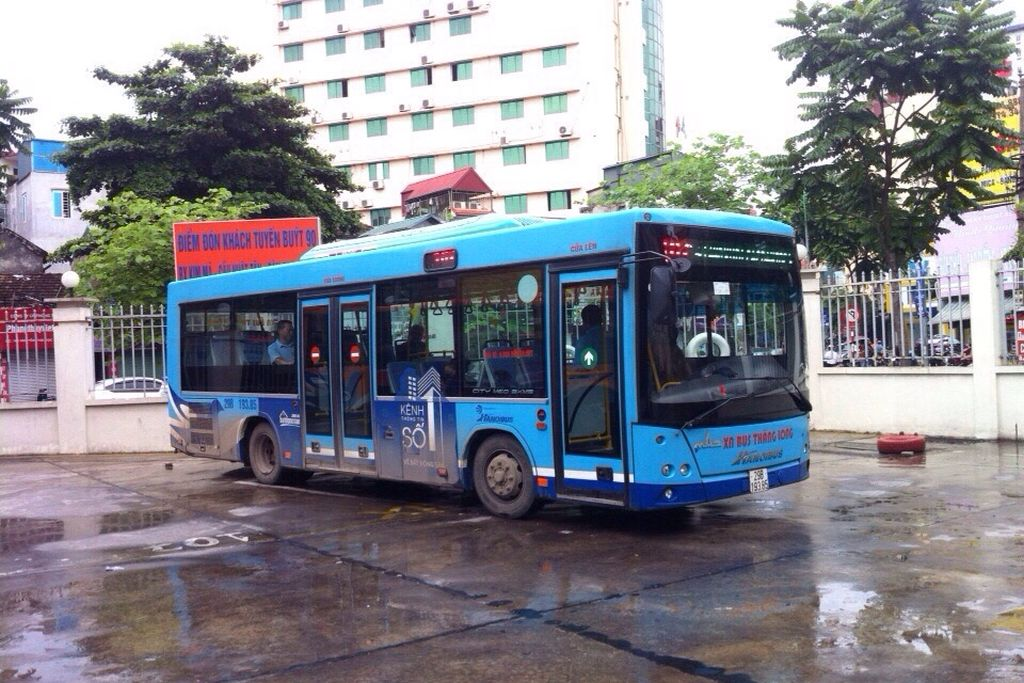
MAZ-206 in Hanoi, Vietnam (2018)

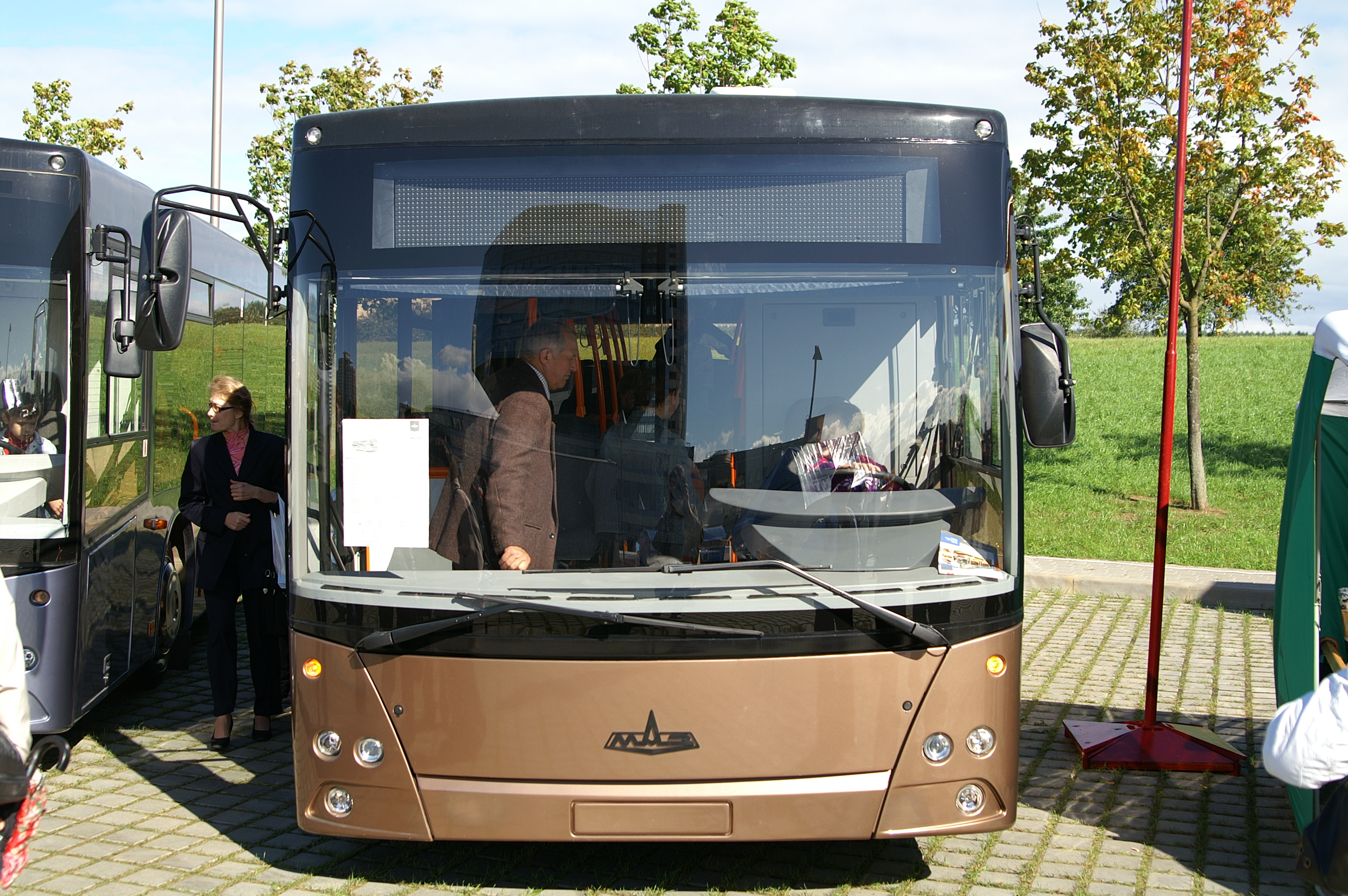
Frontansicht eines neuen MAZ-206 (2006)

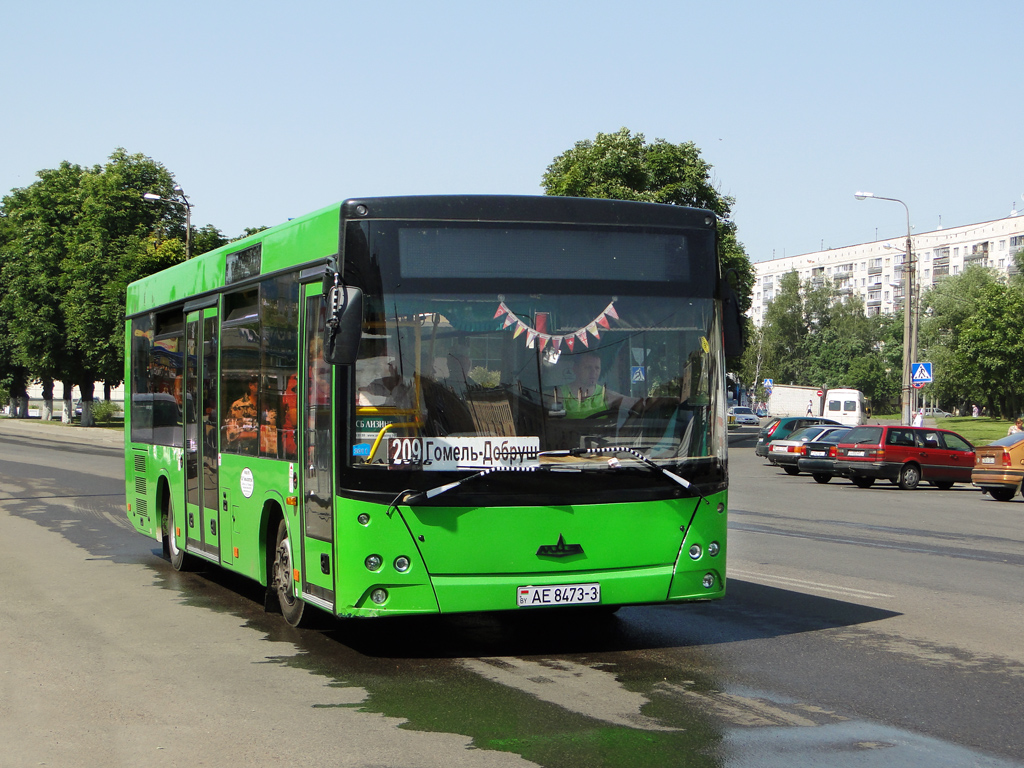
MAZ-226 in Dobrusch, Belarus (2012)

Im Minski Awtomobilny Sawod hatte es bereits seit dem Jahr 2000 Versuche mit Midibussen gegeben. Zunächst entstand der Prototyp MAZ-106, aus dem später der MAZ-256 entwickelt wurde. Er wurde ab 2005 als erster Midibus in Minsk gebaut.
Im darauffolgenden Jahr 2006 begann das Werk mit dem MAZ-206 eine verkürzte Version des noch relativ neuen MAZ-203 zu fertigen. Viele technische Komponenten wurden übernommen und auch äußerlich gleichen sich beide Fahrzeuge stark. Die Busse sind für innerstädtische Routen mit geringerem Verkehrsaufkommen, für Randzeiten oder für Straßen konzipiert, die mit langen Fahrzeugen schwer zu befahren sind.
Erste Prototypen wurden am 14. Juni 2006 intern vorgestellt und im Anschluss auf einer russischen Automobilmesse ausgestellt. Im dritten Quartal 2006 begann die Serienproduktion.

## Modellvarianten
Es werden zwei sich grundsätzlich unterscheidende Versionen des Fahrzeugs gefertigt. Der MAZ-206 ist als Stadtbus gedacht und hat entsprechend wenig Sitzplätze und mehr Stehplätze. Der MAZ-226 dagegen ist für den Vorortverkehr konzipiert, in dem weniger Haltestellen in größeren Abständen angefahren werden. Die Anzahl der Sitzplätze wurde gegenüber dem MAZ-206 von 25 auf 31 gesteigert. Gleichzeitig sank die Gesamtpassagierzahl von 72 auf 59 Personen. Äußerlich unterscheiden sich die Busse nicht, allerdings hat der MAZ-226 mit 12,6 Tonnen eine geringere zulässige Gesamtmasse als der MAZ-206 mit 13,2 Tonnen.
Vom Stadtbus MAZ-206 gibt es außerdem drei sich durch die Motorisierung unterscheidende Versionen:
- MAZ-206.000 – Ausgerüstet mit einem Vierzylinder-Dieselmotor aus dem Minsker Motorenwerk. Das Triebwerk vom Typ MMZ-245.30 erfüllt die Abgasnorm Euro-2 und ist mit 113 kW (154 PS) der schwächste verfügbare Motor. Die Höchstgeschwindigkeit mit dieser Motorisierung beträgt lediglich 79 km/h.
- MAZ-206.060 – Ausgestattet mit einem importierten Dieselmotor vom Typ Mercedes-Benz OM 904LA. Mit 130 kW (176 PS) ist es das Topmodell und erreicht eine Höchstgeschwindigkeit von 100 km/h. Früher erfüllte das Triebwerk lediglich Euro-3, heute sind auch Euro-4 und -5 verfügbar.
- MAZ-206.070 – Modellversion mit Vierzylinder-Dieselmotor vom Typ Deutz BF4 M1013 FC, der 125 kW (170 PS) leistet. Die Höchstgeschwindigkeit beträgt 92 km/h, die Abgasnorm ist Euro-3.

## Technische Daten
Die angegebenen Daten beziehen sich auf die Modellversion MAZ-206.060 mit Stand 2011.
- Motor: Vierzylinder-Viertakt-Dieselmotor
- Motortyp: Mercedes-Benz OM 904LA
- Leistung: 176 PS (130 kW)
- Hubraum: 4,25 l
- Drehmoment: 675 Nm bei 1200–1600 min−1
- Abgasnorm: Euro-3
- Höchstgeschwindigkeit: 100 km/h
- Getriebe: ZF 6S700 BO oder САРЗ-4334.20
- Getriebetyp: mechanisches Schaltgetriebe
- Bremssystem: Druckluft, mit ABS und ASR
- Antriebsformel: 4×2

Abmessungen und Gewichte
- Länge: 8650 mm
- Breite: 2550 mm
- Höhe: 2930 mm
- Radstand: 4270 mm
- Spurweite vorne: 2094 mm
- Spurweite hinten (Doppelbereifung): 1880 mm
- Fußbodenhöhe: minimal 340 mm (absenkbar für Einstieg auf 270 mm)
- Wendekreis: 18 m
- Sitzplätze: 25
- Stehplätze: 47
- Plätze insgesamt: 72
- zulässiges Gesamtgewicht: 12.820 kg
- maximale Achslast vorne: 4450 kg
- maximale Achslast hinten: 8370 kg
- Reifengröße: 245/70R19,5 (schlauchlos)